# Đông Sơn, Thái Bình
Đông Sơn là một xã thuộc huyện Đông Hưng, tỉnh Thái Bình, Việt Nam.

## Diện tích và dân số
Xã Đông Sơn có diện tích 6,47 km². Theo Tổng điều tra dân số năm 1999, xã Đông Sơn có số dân 9.473 người.

## Địa giới hành chính

Đền Thánh Mẫu ở xã Đông Sơn thờ Hoàng hậu Đinh Thị Tỉnh.

Xã Đông Sơn nằm ở phía bắc của huyện Đông Hưng.
cách Tp Thái Bình khoảng 15 km theo hướng Thái Bình - Hải Phòng dọc theo Quốc Lộ 10 
- Phía đông giáp các xã Đông Phương và Đông Xá, huyện Đông Hưng;
- Phía nam giáp xã Đông La, huyện Đông Hưng;
- Phía tây giáp các xã Đông La và Liên Giang, huyện Đông Hưng;
- Phía bắc giáp xã Đông Hải, huyện Quỳnh Phụ và xã Đông Phương, huyện Đông Hưng

## Giao thông
Quốc lộ 10 đi ngang qua phía tây của xã.
Đường tỉnh 456 (TL217) nối từ đường 10 xuống đến Đò Mom đi sang Đông Kinh, Thái Thụy

## Di tích
Làng Phù Lưu xưa nay là xã Đông Sơn có nhiều di tích với bề dày lịch sử hơn 1000 năm từ thời nhà Đinh. Đó là Miếu Bắc, Đình Phù Lưu và đền Thánh Mẫu. Đình thờ 4 vị tướng họ Đinh (là con trai của ông Đinh Công Đoan, người đã từng đi theo Ngô Vương Quyền), phò giúp Đinh Bộ Lĩnh dẹp loạn 12 sứ quân ở thôn Bắc. 4 anh em trai họ Đinh đều là Đại tướng Quân cai quản 1000 chiếc thuyền, binh tướng là thủy quân. Khi vua Đinh Tiên Hoàng đang thống lĩnh 15 vạn quân và hơn 3000 cỗ ngựa đang tác chiến với quân Tàu và các Sứ quân gồm trên 30 trận. Các ông đã cùng các tướng lĩnh đánh bại các sứ quân, tướng Hồ Công, Ngô Dương Sĩ, Đỗ Siêu, Lai Đốc bị chém và hơn 3 vạn quân bị giết lấp đầy sông Nhị Hà.
Thôn Trung Sơn có Đền Thánh Mẫu thờ thờ Đinh Triều Hoàng Hậu Đinh Thị Tỉnh- vợ của vua Đinh Tiên Hoàng.
Trinh Thục Hoàng hậu hay Trinh Minh Hoàng hậu là Đệ nhị cung phi trong Hoàng cung nhà Đinh. Bà là người có nhan sắc, tài nghệ văn chương và tinh thông võ nghệ. Theo thần tích đền Thánh Mẫu: Cha của Hoàng hậu là ông Đinh Công Đoan đi theo Ngô Vương Quyền lập được nhiều công lao và được cử về làm tri phủ Cổ Lan (Đông Hưng, Thái Bình). Trước đó ông đã có vợ và sinh được 4 người con trai, khi sinh nở được 100 ngày, vợ ông bị bệnh mà chết. Bà Đỗ Thị Lan Hoa là vợ kế của ông Đinh Công Đoan đã sinh ra con gái Đinh Thị Tỉnh.
Một đêm phu nhân của ông Đinh Công Đoan, nằm mộng thấy nhặt được cái gương vàng thì có thai. Ngày 3 tháng 1 năm Ất Mão (955), thấy hương thơm đầy nhà, khí thụy rực rỡ, phu nhân sinh một người con gái, long nhan mắt phượng, mặt như bích phấn. Lên 5 tuổi đã biết âm luật nhạc, văn tự chưa giáo hóa đã biết quy mô, quan phủ cho đi học 5-6 năm thì văn chương đã xuyến triệt, võ bị tinh thông, cưỡi ngựa bắn tên thế gian khó ai địch nổi. Sau khi Đinh Bộ Lĩnh về với sứ quân Trần Lãm, đã sai người mang thư chiêu dụ 5 anh em họ Đinh ở Phù Lưu (gồm Đinh Dưỡng Xã, Đinh Cung Linh, Đinh Đại Mộc, Đinh Bắc Phương và em gái Đinh Thị Tỉnh). Anh em họ Đinh đã đi theo Đinh Bộ Lĩnh dẹp loạn các sứ quân của Ngô Xương Xí, Nguyễn Siêu… Vua Đinh Tiên Hoàng thấy Tỉnh Nương nhan sắc tuyệt trần bèn lấy làm vợ, lập làm Đệ Nhị Cung Phi, giao cho nàng quản coi nội cung… Hoàng hậu Đinh Thị Tỉnh cũng là người sinh ra công chúa Phù Dung, sau theo chồng là Phò mã Quán Sơn có công đánh giặc Chiêm Thành dưới thời Tiền Lê, được phong thực ấp và cai quản vùng Sơn Tây, Hà Nội ngày nay.